# Swing Fever
Swing Fever est un film musical américain réalisé par Tim Whelan et sorti en 1943.

## Synopsis
Lowell Blackford est béni par un don de musique mais est aussi maudit par le mauvais œil, qui hypnotise les gens, ce qui le force à vivre pratiquement comme un reclus. Il part à la recherche d'un éditeur de Broadway pour une symphonie qu'il a écrite et finit par échouer une audition à la Swing Publishing Company, où il rencontre la prestigieuse chanteuse Ginger Gray ainsi que son fiancé et promoteur, Waltzy Malone. À la suite d'un malencontreux concours de circonstances, Ginger s'en va avec sa musique et il la suit dans un gymnase où le combattant de Waltzy, Killer Kennedy, vient d'être battu par son partenaire d'entraînement. Waltzy apprend ainsi le pouvoir hypnotique de Lowell et pense que Kennedy peut gagner le championnat si Lowell utilise son pouvoir mental contre le champion.
Il fait en sorte que Lowell dirige le groupe au club où chante Ginger. Cette dernière s'oppose au rôle qu'elle doit jouer pour amener Lowell à utiliser son mauvais œil mais Waltzy la persuade de continuer en disant à Lowell que Kennedy est son frère et que cela signifie tout pour elle s'il gagne le combat. Lowell, après avoir demandé à Ginger de refuser sa demande en mariage, rejoint le Tank Corps. Waltzy devient alors frénétique et utilise un faux médecin pour dire à Lowell qu'il a besoin de repos obligatoire et lui dit également que Ginger a finalement accepté sa proposition.

## Fiche technique
- Titres provisoires :  Right About Face et Thinkin' of You[1]
- Réalisation : Tim Whelan, Charles F. Reisner
- Scénario : Nat Perrin, Warren Wilson d'après une histoire de Matt Brooks et Joseph Hoffman
- Production : Metro-Goldwyn-Mayer
- Photographie : Charles Rosher
- Musique : George Stoll
- Montage : Ferris Webster
- Durée : 79 minutes
- Date de sortie: 
  - États-Unis : 1er novembre 1943

## Distribution
- Kay Kyser : Lowell Blackford
- Marilyn Maxwell : Ginger Gray
- William Gargan : "Waltzy" Malone
- Nat Pendleton : "Killer" Kennedy
- Lena Horne : elle-même
- Curt Bois : Nick Sirocco
- Morris Ankrum : Dan Conlon
- Andrew Tombes : Dr Clyde L. Star
- Max "Slapsie Maxie" Rosenbloom : Rags
- Clyde Fillmore : M. Nagen
- Pamela Blake : Lois, secrétaire de Nagen
- Lou Nova : Kid Mandell
- Jack Roper : Sledgehammer Carson
- Anne O'Neal : Mlle Malcott
- Harry Babbitt : lui-même
- Ish Kabibble : lui-même
- Tommy Dorsey : lui-même
- Harry James : lui-même